# Gaultheria paniculata
Gaultheria paniculata är en ljungväxtart som beskrevs av B, L. Burtt och A. W. Hill. Gaultheria paniculata ingår i släktet Gaultheria och familjen ljungväxter. Inga underarter finns listade i Catalogue of Life.